# Kjeøya
Kjeøya ist eine Insel auf der Ostseite des Byfjords in der norwegischen Provinz Rogaland. Sie gehört zum Gebiet der Stadt Stavanger.
Die unbewohnte felsige Insel liegt etwa sieben Kilometer nordwestlich der Halbinsel Stavanger und 850 Meter südöstlich vor Bru und 600 Meter südlich vor Line. Etwa 100 Meter westlich befindet sich die Schäre Persholmen, noch etwas weiter westlich Fladaskjeret.
Kjeøya erstreckt sich von Südwesten nach Nordosten über etwa 350 Meter bei einer Breite von etwa bis zu 220 Metern und einer maximalen Höhe von etwa 10,5 Metern.